# Harald dell'Isola di Man
Harald I (... – 1248) fu un sovrano del Regno di Man, conosciuto anche come Harald il Nero e Arailt mac Amhlaibh.
Fu molto presente nelle Ebridi ed è conosciuto anche come re di queste isole.
Fu erede e figlio, apparentemente primogenito, del suo predecessore, re Olaf II.
Harald salì al potere nel 1237 dopo la morte di suo padre. Il padre riuscì ad conquistare un notevole impero durante il suo regno, estendendolo a varie isole. Infatti una volta salito al trono Harald dovette viaggiare spesso nelle varie isole e lasciò il governo nelle mani del cugino Laglan. Durante la sua assenza il cugino creò vari problemi, ma non si sa cosa accadde realmente. Quando il re tornò, Laglan lasciò l'isola portando con sé il figlio più giovane di Harald.
Dopo il suo ritorno, Harald portò la pace nel suo impero di isole. Durante il suo regno venne fatto cavaliere da Enrico III d'Inghilterra.
Probabilmente Harald morì in un naufragio sulle coste del Galles mentre tornava dalla Norvegia dopo essersi sposato con Cecilia Haakonsdottir figlia illegittima di re Haakon IV di Norvegia. Gli succedette Ragnald V dell'Isola di Man, suo fratello.